# Jean-Pierre Catoul
Jean-Pierre Catoul, né le 14 août 1963 à Huy (Belgique) et mort le 22 janvier 2001  à Kraainem, est un violoniste de jazz belge qui jouait un mélange de jazz et de musique rock.

## Biographie
En 1986, à 23 ans, il fait partie du quatuor à cordes de William Sheller.
Il jouera pour nombre de chanteurs comme Barbara, Stefan Eicher, Alain Souchon, Alain Bashung ou encore Pierre Rapsat. Le 16 juin 1995, à Forest National, il dirige les cordes pour Robert Plant et Jimmy Page. Il sera réengagé pour les Pays-Bas.
Jean-Pierre Catoul meurt en 2001 dans un accident de circulation quand sa voiture est percutée par celle d'un chauffard poursuivi par la police.